# Antaplaga stigmatosa
Antaplaga stigmatosa là một loài bướm đêm trong họ Noctuidae.